# Diocesi di Bavagaliana
La diocesi di Bavagaliana (in latino Dioecesis Bavagalianensis) è una sede soppressa e sede titolare della Chiesa cattolica.

## Storia
Bavagaliana, nell'odierna Tunisia, è un'antica sede episcopale della provincia romana di Bizacena.
A questa sede africana viene attribuito un solo vescovo, Bonifacio, autore di una lettera il 1º maggio 517, letta durante il concilio di Cartagine del 525 ed inserita negli atti conciliari. Nell'incipit di questa lettera si trova l'espressione: filiabus meis universis Dei ancillis Bavagaliensis Bonifacius primae sedis episcopus, «Bonifacio vescovo della sede primaziale di Bavagaliana a tutte le mie figlie ancelle di Dio».
Questa lettura delle fonti antiche si basa sugli atti conciliari del 525 pubblicati da Giovanni Domenico Mansi, che risultano però essere incompleti. Infatti, l'edizione critica dei medesimi atti, pubblicata da Charles Munier nel 1974, completa e corregge la lettera del 1º maggio 517, con l'inserimento di parole omesse nell'edizione di Mansi, che ne cambiano completamente il senso. Così l'incipit di questa lettera diventa: filiabus meis universis Dei ancillis monasterii Bagavaliensis Bonifacius primae sedis episcopus, ossia: «Bonifacio vescovo della sede primaziale a tutte le mie figlie in Dio, le ancelle del monastero di Bagavaliana».
Un vescovo di nome Bonifacio è documentato in un'altra occasione negli atti del concilio del 525, destinatario di una lettera dell'abate Pietro non datata con precisione (tra il 502 e il 523). In questo caso è indicata la sede di appartenenza del vescovo, che era omessa nella lettera del 517: Bonifatium Gratianensem sanctum episcopum primae sedis provinciae Byzacenae, «il santo vescovo Bonifacio di Graziana, primate della provincia di Bizacena».
Secondo Mandouze, i due documenti messi agli atti nel 525 si riferiscono a un unico Bonifacio, vescovo di Graziana, che fu primate di Bizacena. Inoltre, secondo l'edizione critica degli atti conciliari, la località aveva il nome di Bagavaliana, e non quello di Bavagaliana. Infine, questa località era sede di un monastero femminile, ma non è provato che fosse anche sede vescovile.
Toulotte e Mesnage invece, basandosi sull'edizione degli atti conciliari editi da Mansi, distinguono i due vescovi, entrambi primati della Bizacena, il Bonifacio autore della lettera del 517, vescovo di Bavagaliana, e il Bonifacio destinatario della lettera dell'abate Pietro, vescovo di Graziana.
Dal 1933 Bavagaliana è annoverata tra le sedi vescovili titolari della Chiesa cattolica; dal 17 maggio 2022 il vescovo titolare è Bertilo João Morsch, vescovo ausiliare di Porto Alegre.

## Cronotassi

### Vescovi residenti
- Bonifacio ? † (menzionato nel 517)

### Vescovi titolari
- Jules Leguerrier, O.M.I. † (21 aprile 1964 - 13 luglio 1967 nominato vescovo di Moosonee)
- Johannes Baptist Hubert Theunissen, S.M.M. † (14 ottobre 1967 - 19 dicembre 1968 nominato arcivescovo titolare, titolo personale, di Skálholt)
- Gabriel Manek, S.V.D. † (19 dicembre 1968 - 15 maggio 1976 dimesso)
- László Paskai, O.F.M. † (2 marzo 1978 - 31 marzo 1979 nominato vescovo di Veszprém)
- István Bagi † (31 marzo 1979 - 31 gennaio 1986 deceduto)
- Alfredo Banluta Baquial † (2 febbraio 1988 - 1º marzo 1993 deceduto)
- Aloysius Sudarso, S.C.I. (17 novembre 1993 - 20 maggio 1997 nominato vescovo di Palembang)
- Thomas Joseph Flanagan † (5 gennaio 1998 - 9 ottobre 2019 deceduto)
- Darío Rubén Quintana, O.A.R. (5 novembre 2019 - 21 aprile 2022 nominato prelato di Cafayate)
- Bertilo João Morsch, dal 17 maggio 2022